# Kerkhof van Saint-Imoges
Het Kerkhof van Saint-Imoges is een gemeentelijke begraafplaats in het Franse dorp Saint-Imoges (departement Marne). Het kerkhof ligt rond de Église Notre-Dame-du-Chêne in het centrum van het dorp. Links van de toegang staat een gedenkzuil voor de gesneuvelde dorpelingen uit beide wereldoorlogen.

## Militaire graven

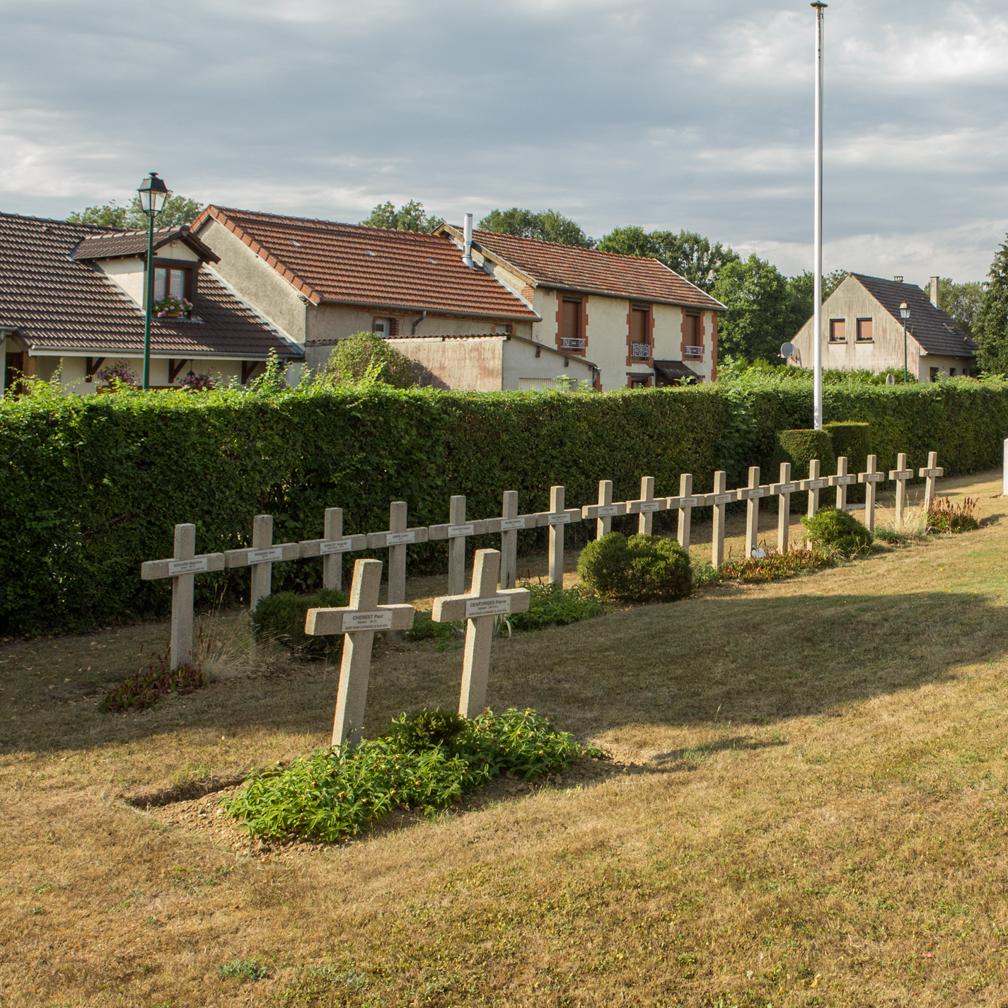
Franse graven

### Franse graven
Aan de noordwestelijke zijde van de kerk ligt een militair perk met graven van 21 Franse gesneuvelde soldaten uit de Eerste Wereldoorlog.

### Britse graven
Aan dezelfde kant liggen 77 Britse gesneuvelden uit de Eerste Wereldoorlog. Eén van hen kon niet meer geïdentificeerd worden. De graven worden onderhouden door de Commonwealth War Graves Commission en zijn daar geregistreerd als St. Imoges Churchyard.

### Onderscheiden militairen
- Edgar Marsden Kermode, onderluitenant bij het West Yorkshire Regiment (Prince of Wales's Own) werd onderscheiden met de Distinguished Service Order, tweemaal het Military Cross en de Distinguished Conduct Medal (DSO, MC and Bar, DCM).
- Charles Edward Fysh, majoor bij de Seaforth Highlanders werd onderscheiden met de Distinguished Service Order en tweemaal met het Military Cross (DSO, MC and Bar).
- de kapiteins G.A. Sutherland en Robert Kemp Wellwood, beiden van de Seaforth Highlanders werden onderscheiden met het Military Cross (MC).
- de soldaten J.F. Murray en E. Scott, beiden van de Gordon Highlanders werden onderscheiden met de Military Medal (MM).